# Kuźmyn (hromada Gródek)
Kuźmyn (ukr. Кузьмин) – wieś na Ukrainie, w obwodzie chmielnickim, w rejonie chmielnickim, w hromadzie Gródek, nad Smotryczem. W 2001 roku liczyła 869 mieszkańców.